# Stromsburg

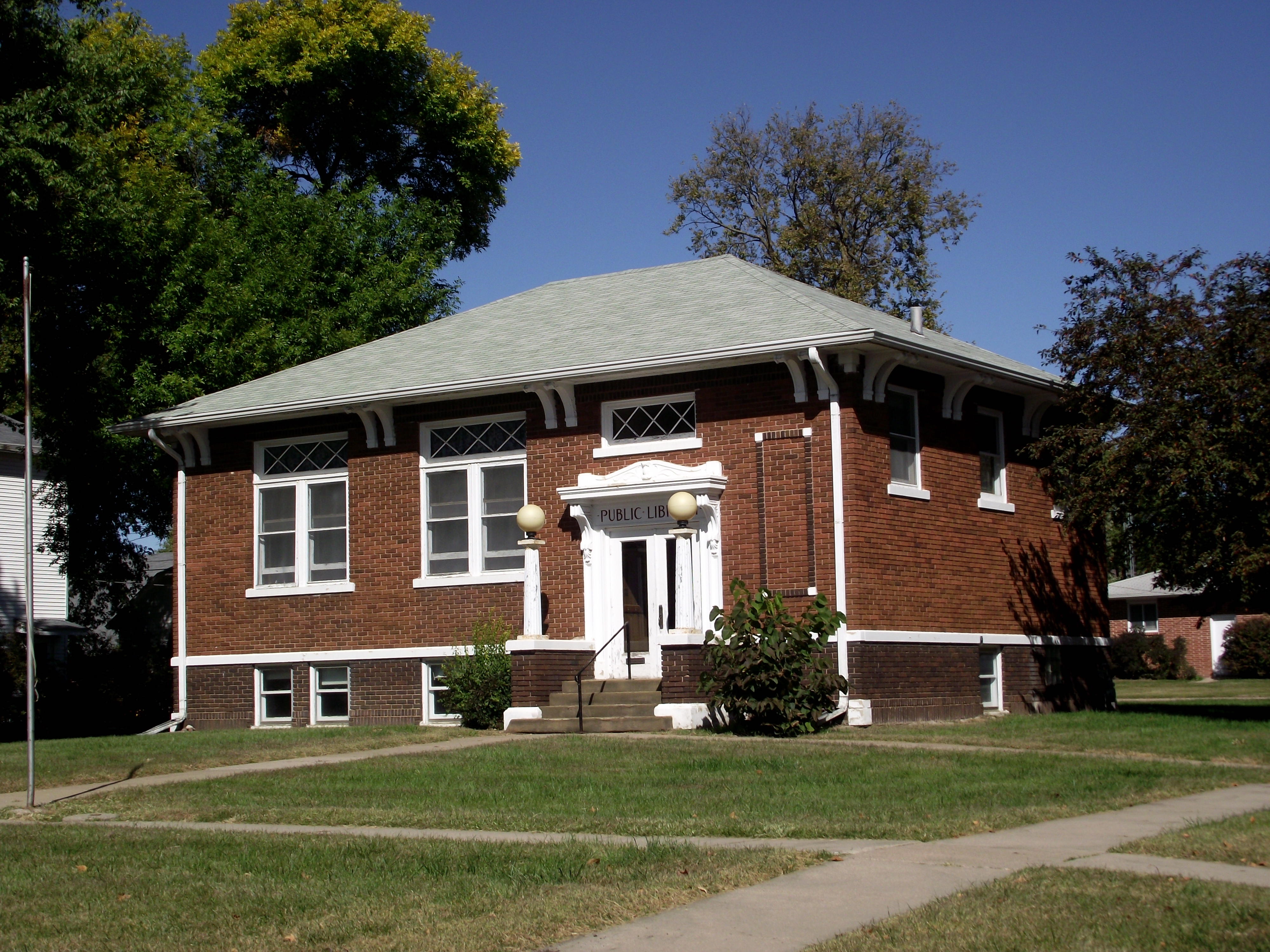
Stromsburgs bibliotek.

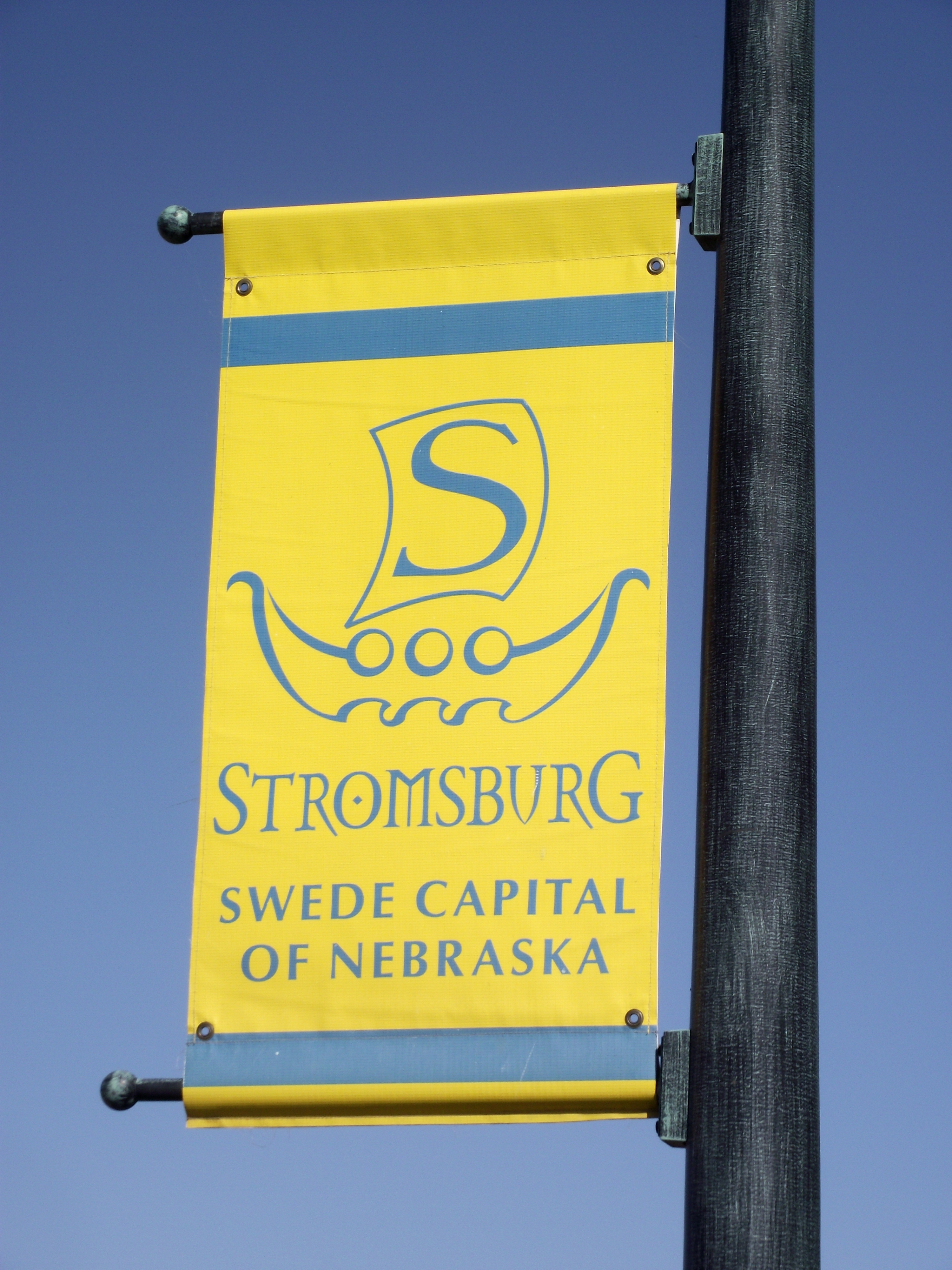
Skylt med smeknamnet Swede Capital of Nebraska.

Stromsburg är en stad (city) i Polk County, Nebraska, USA. Invånarantalet vid folkräkningen 2010 var 1 171. Stromsburg grundades av svenska immigranter från Ockelbo.
Politikern Harold LeVander föddes 1910 i Swede Home i närheten av Stromsburg.